# Strange but True
Strange but True (en España: Más allá de la verdad) es una película de thriller estadounidense de 2019 dirigida por Rowan Athale a partir de un guion de Eric Garcia. La película es una adaptación de la novela homónima de 2004 de John Searles y está protagonizada por Amy Ryan, Nick Robinson, Margaret Qualley, Blythe Danner, Brian Cox, Greg Kinnear y Connor Jessup.
Tuvo su estreno mundial en el Festival Internacional de Cine de Edimburgo el 22 de junio de 2019. Se estrenó el 6 de septiembre de 2019 por CBS Films.

## Sinopsis
La antigua novia del hijo fallecido de una familia se presenta en su casa para comunicarles que está embarazada del hijo.

## Reparto
- Margaret Qualley - Melissa Moody
- Amy Ryan - Charlene Chase
- Greg Kinnear - Richard Chase
- Nick Robinson - Philip Chase
- Connor Jessup - Ronald “Ronnie” Chase
- Blythe Danner - Gail Erwin
- Mena Massoud - Chaz
- Brian Cox - William “Bill” Erwin
- Janaya Stephens - Pilia
- Sarah Allen - Holly
- Allegra Fulton - Chantrel